# Strzemieszyce Wielkie
Strzemieszyce Wielkie ist der Stadtteil von Dąbrowa Górnicza, in der Woiwodschaft Schlesien in Polen, 11 Kilometer östlich des Stadtzentrums.

## Geschichte
Es gibt Spuren der Lausitzer Kultur sowie von slawischer Besiedlung im 11. Jahrhundert. Der Ort Stremeschicz wurde im Jahr 1418 urkundlich erwähnt. Die Unterscheidung zwischen Strmyeschycze Maior (Strzemieszyce Wielkie) und Strmyeschycze Minor (Strzemieszyce Małe) tauchte noch im 15. Jahrhundert auf, u. a. im Buch von Jan Długosz (1470 bis 1480). Der Ortsname, früher auch Strumieszyce (1612: Strumieszicze wielkie/male) und Trzemieszyce (1573), ist patronymisch (Suffix -ice; im späten 15. Jahrhundert auch der Suffix -nica, z. B. Strzemesznycza maior/minor, 1490) vom Personennamen *Strzemiech oder *Strzemiesz (vergleiche 1398: Stremen, 1433: Strzemecz) abgeleitet.
Der Ort zwischen der Schwarzen und Weißen Przemsza gehörte administrativ zum Kreis Proszowice bzw. Kraków in der Woiwodschaft Krakau in der Adelsrepublik Polen-Litauen. Kirchlich gehörte das Dorf ursprünglich der Pfarrei von Sławków, danach zu der im Jahr 1675 errichteten Pfarrei in Gołonóg.
Im Zuge der Dritten polnischen Teilung kam es 1795 an Preußen als Teil von Neuschlesien. 1807 kam es ins Herzogtum Warschau und 1815 ins neu entstandene, russisch beherrschte Kongresspolen. Seit 1820 wurde Galmei im Dorf gefördert. 1827 gab es 144 Häuser mit 922 Einwohnern in Strzemieszyce Wielkie und 85 Häuser mit 486 Einwohnern in der kleineren Schwestersiedlung. 1848 wurde die Warschau-Wiener Eisenbahn durch das Dorf eröffnet. Ab den 1870er Jahren waren einige Zechen in Strzemieszyce Wielkie im Betrieb. Das Gebiet wurde Polnischer bzw. Dombrowaer Kohlebecken genannt.
1888 wurde eine gemauerte Kapelle gebaut. Von 1901 bis 1910 wurde die erste Kirche errichtet, ab 1911 der Sitz der neuen Pfarrei, die beide Strzemieszyce, Grabocin, Niemce und Ostrowy umfasste.

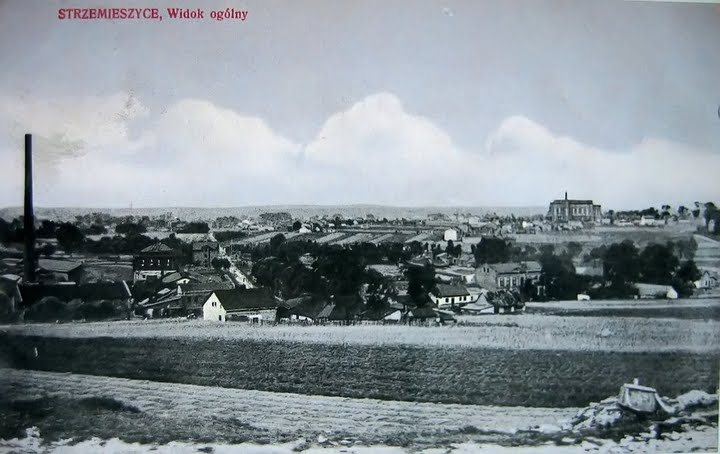
Strzemieszyce im Jahr 1916

Nach dem Ende des Ersten Weltkriegs kam es zu Polen. Im Jahr 1921 gab es im Dorf Strzemieszyce Wielkie in der Gemeinde Olkusz-Siewierz im Powiat Będziński der Woiwodschaft Kielce 818 Häuser mit 10.328 Einwohnern, außerdem im Dorf Strzemieszyce Małe 199 Häuser mit 1365 Einwohnern, in den Kolonien Ciernica und Grabocin von Strzemieszyce Wielkie noch 110 Häuser mit 2312 Einwohnern. Es waren überwiegend polnische Römisch-Katholiken, es gab auch 1304 Juden, über die Hälfte der Gemeinde Olkusz-Siewierz. In der Zwischenkriegszeit umfasste die Gromada von Strzemieszyce Wielkie, das das bevölkerungsreichste Dorf Polens war, u. a. die Kolonie Ostrowy, die 1937 ausgeschlossen wurde (siehe Ostrowy Górnicze).
Beim Überfall auf Polen 1939 wurde das Gebiet von den Deutschen besetzt und dem Landkreis Bendsburg im neuen „Ostoberschlesien“ zugeordnet. Während der Volksrepublik Polen erhielt 1954 Strzemieszyce Wielkie das Stadtrecht. 1972 begann der Bau der kolossalen Huta Katowice unmittelbar nördlich von Strzemieszyce Małe, im nächsten Jahr wurde dieses Dorf an Strzemieszyce Wielkie angeschlossen. 1975 wurde Strzemieszyce Wielkie nach Dąbrowa Górnicza eingemeindet.